# Oppenheim (stacja kolejowa)
Oppenheim (niem: Bahnhof Oppenheim) – stacja kolejowa w Oppenheim, w regionie Nadrenia-Palatynat, w Niemczech. Jest teraz zarządzana przez kierownictwo stacji Mainz. Znajduje się na linii Mainz – Ludwigshafen.
Według klasyfikacji Deutsche Bahn, stacja posiada kategorię 5.

## Historia
Stacja Oppenheim została otwarta w dniu 22 marca 1853 roku, kiedy jednotorowa linia z Moguncji został otwarty do Oppenheim. Wreszcie, gdy linia z Moguncji do Wormacji została otwarta przez Hessische Ludwigsbahn prawie sześć miesięcy później, w dniu 24 sierpnia 1853 roku rozpoczęło się silne ożywienie gospodarcze w Oppenheim. Początkowo kursowały tylko cztery pociągi pasażerskie, ich lokomotywy zostały nazwane Gutenberg, Dalwigk, Worms i Mainz. 
Stacja Oppenheim była na początku jedną z najbardziej nowoczesnych i najlepszych stacji w Rheinhessen. Tak więc stacja ponad 100 lat należał do końca XX wieku do górnej drugiej klasy w klasyfikacji poziomu stacji. Istniała przestronna poczekalnia z ogrzewaniem parowym i wyjątkowo nowoczesna toaleta. W 1958 roku linia kolejowa Mainz-Ludwigshafen została zelektryfikowana. Codziennie przez stację Oppenheim kursuje legendarny Rheingold-Express. 
Obecnie na stacji zatrzymują się wyłącznie pociągi regionalne.
W latach 2009–2011, stacja została zmodernizowana i przystosowany dla osób niepełnosprawnych. Peron wyspowy usunięto i zbudowano na wschodniej stronie nowy peron krawędziowy. W związku z tym, stacja ma teraz tylko dwa perony boczne. W sumie stacja ma jeszcze trzy tory, wszystkie inne zostały rozebrane. Nowe perony boczne mają wysokość 76 cm. Pozwala to na uruchomienie pociągów S-Bahn Rhein-Neckar do Oppenheim, które planowane jest na grudzień 2015. Ponadto zbudowano kładkę nad torami i windy dla osób niepełnsprawnych. Zmodernizowany dworzec został otwarty w dniu 14 marca 2011 roku. Koszt modernizacji wyniósł ok. 9,3 mln euro, z czego 2,2 mln euro wyłożył land Nadrenia-Palatynat, a 7 milionów euro Deutsche Bahn.
Zabytkowy budynek dworca do połowy 2014 roku należał do luksemburskiego funduszu nieruchomości Patron Elke, Sarl. Od połowy 2014 roku Pan Oliver Sander jest właścicielem obiektu.

## Linie kolejowe
- Mainz – Ludwigshafen